# Huntia
Huntia là một chi nhện trong họ Zoropsidae. Chi này được miêu tả năm 2001 bởi Gray & Thompson.

## Các loài
- Huntia deepensis Gray & Thompson, 2001
- Huntia murrindal Gray & Thompson, 2001